# Trogulus closanicus
Espèce
Synonymes
- Trogulus asperatus C. L. Koch, 1839

Trogulus closanicus est une espèce d'opilions dyspnois de la famille des Trogulidae.

## Distribution
Cette espèce se rencontre en Roumanie, en Slovénie, en Autriche et en Allemagne en Bavière.

## Description
Le mâle holotype mesure 7 mm.
Les mâles mesurent de 6,36 à 7,60 mm et les femelles de 7,59 à 8,50 mm.

## Systématique et taxinomie
Cette espèce a été décrite par Avram en 1971.
Trogulus asperatus a été placée en synonymie par Schönhofer en 2013.

## Étymologie
Son nom d'espèce lui a été donné en référence au lieu de sa découverte, Obârșia-Cloșani.

## Publication originale
- Avram, 1971 : « Quelques espèces nouvelles ou connues du genre Trogulus Latr. (Opiliones). » Travaux de l'Institut de Spéologie Émile Racovitza, vol. 10, p. 245–272.